# Live at Wembley '86
Live at Wembley '86 is een dubbelalbum, opgenomen op 12 juli 1986 door de Britse rockgroep Queen tijdens haar laatste concert in Wembley Stadium, Londen gedurende de Magic Tour. Nog geen maand later, op 9 augustus gaf Queen haar laatste concert ooit. Na het overlijden van zanger Freddie Mercury aan de gevolgen van Aids in november 1991, werd op 26 mei 1992 het Live At Wembley '86 uitgebracht, op cd, audiocassette en lp. Van de concerten in juli en augustus 1986 was in december 1986 al wel een hevig geëdit album, Live Magic genaamd, uitgekomen, maar dit was voor het eerst dat een (nagenoeg) complete concertregistratie van de Magic Tour werd uitgebracht. In juni 2003 is het concert op dubbel-dvd uitgebracht, onder de naam Queen Live At Wembley Stadium.

## Tracklisting

### Disc 1
1. One Vision
2. Tie Your Mother Down
3. In the Lap of the Gods... Revisited[1]
4. Seven Seas of Rhye
5. Tear It Up
6. A Kind of Magic
7. Under Pressure
8. Another One Bites the Dust
9. Who Wants To Live Forever
10. I Want To Break Free
11. Impromptu
12. Brighton Rock Solo
13. Now I'm Here

### Disc 2
1. Love of My Life
2. Is This The World We Created...?
3. (You're So Square) Baby I Don't Care
4. Hello Mary Lou (Goodbye Heart)
5. Tutti Frutti
6. Gimme Some Lovin'
7. Bohemian Rhapsody
8. Hammer To Fall
9. Crazy Little Thing Called Love
10. Big Spender
11. Radio Ga Ga
12. We Will Rock You
13. Friends Will Be Friends
14. We Are The Champions
15. God Save the Queen

## Hitsuccess
Het dubbelalbum bereikte de eerste plaats in de hitlijsten van Italië, waar het de status 3x Platina verkreeg. In Frankrijk, het het Verenigd Koninkrijk en Spanje werd de tweede plaats gehaald en in Nederland de negende. In de Verenigde Staten werd een bescheiden 53e positie gehaald, maar verkreeg het album wel de status Platina.